# 11 Dywizja Morska
11 Dywizja Piechoty Morskiej (niem. 11 Marine-Infanterie-Division) – niemiecka dywizja morska sformowana w marcu 1945 w Holandii. Nie została nigdy poprawnie sformowana i jeszcze 12 kwietnia była ciągle źle zorganizowana. Z tego powodu została rozwiązana, natomiast jej bataliony piechoty zostały przekazane jednostkom armii. Dowódcą dywizji przez cały okres jej istnienia był kapitan floty Hans Ahlmann.

## Skład
- 111 pułk strzelców morskich
- 112 pułk strzelców morskich
- 113 pułk strzelców morskich